# Contos Estranhos do Estúdio de Liao
Liaozhai zhiyi, às vezes abreviado para Liaozhai, conhecido como Contos Estranhos do Estúdio de Liao, Contos Estranhos de um Estúdio Chinês, ou literalmente Contos Estranhos de um Estúdio de Lazer, é uma coleção em chinês clássico de histórias do escritor da dinastia Qing Pu Songling, compreendendo cerca de 500 histórias ou "contos maravilhosos" nos estilos zhiguai e chuanqi, que, segundo alguns críticos, serviram para criticar implicitamente os problemas sociais. Escrito ao longo de um período de quarenta anos, desde o final dos anos 1600 até o início dos anos 1700, circulou em manuscritos que foram copiados e recopiados entre os amigos do autor, mas não apareceram impressos até 1766. Desde então, muitas das histórias elogiadas pela crítica foram adaptadas para outras mídias, como cinema e televisão.

## Histórico de publicação

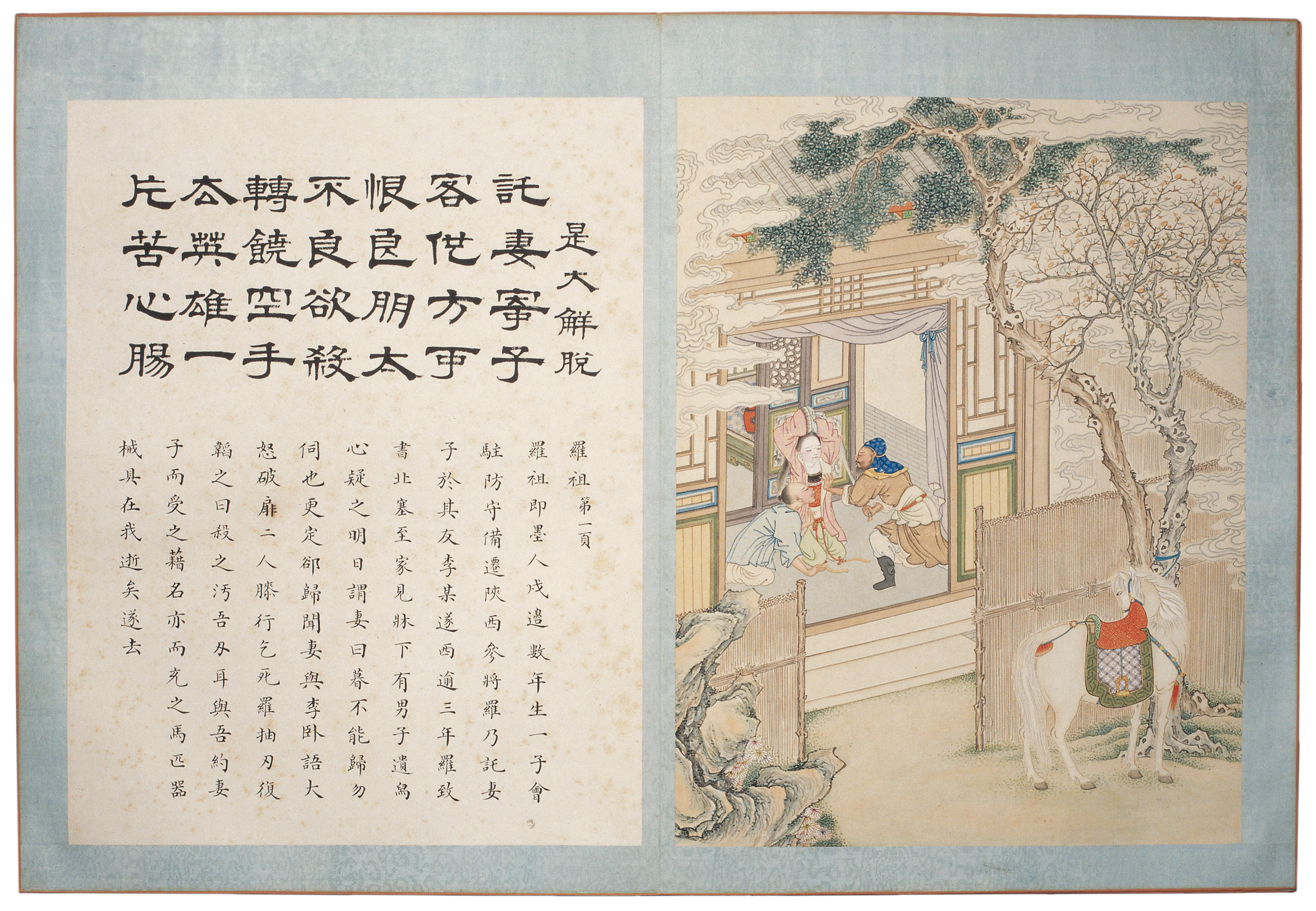
Uma representação da história "Luo Zu", de uma edição ilustrada localizada no Museu Nacional da China

Pu reuniu quase quinhentos contos curtos e longos ao longo de um período de quarenta anos entre o início da década de 1670 e o início de 1700. Como era a convenção de sua época, Pu intitulou seu trabalho usando o apelido Liaozhai (聊齋), traduzido como "Estúdio de Conversação" ou "Estúdio de Lazer".
O estudioso Zhang Peiheng (章培恒) escreve que o Liaozhai original compreendia oito volumes, o primeiro concluído por volta de 1681 e o último concluído entre 1707 e 1714. A compilação foi distribuída pela primeira vez em cópias de escribas, mas só foi publicada depois da morte do autor em 1715. Por volta de 1693, o comissário financeiro de Shandong, Yu Chenglong, teria oferecido a Pu mil taéis em troca de seu manuscrito Liaozhai, mas Pu recusou a oferta.
O manuscrito final foi "cuidadosamente preservado" pela família Pu após sua morte, com muitos indivíduos diferentes, incluindo o magistrado local, solicitando fazer cópias dele. A versão impressa mais antiga de Liaozhai foi impressa em 1766 em Hangzhou pelo editor Zhao Qigao (趙起杲), que afirmou que Pu originalmente pretendia que sua antologia fosse intitulada Contos de Fantasmas e Raposas (鬼狐傳). Embora Zhao também alegasse que sua publicação foi baseada no "manuscrito original" copiado por um amigo, ela não continha todas as histórias encontradas no manuscrito original; no prefácio de sua publicação, ele escreve: "Eliminei notas simples e breves que são enfadonhas e comuns, quarenta e oito no total." Além disso, Zhao censurou histórias que continham "breves referências a temas delicados". No entanto, a edição Zhao foi bem recebida e foi republicada pela primeira vez pelo estudioso Li Shixian (李時憲) em 1767.
Em algum momento depois de 1871, Pu Jieren (普价人), um descendente de sétima geração de Pu Songling, teve o manuscrito original, que supostamente era composto de vinte volumes, reencontrado em oito volumes. Foram então guardados em duas caixas, uma das quais desapareceu "em circunstâncias ainda obscuras". Em 1950, a família Pu doou os quatro volumes sobreviventes, que continham cerca de 237 contos, à Biblioteca Provincial de Liaoning.

## Temas
Ao contrário de grande parte da ficção de terror chinesa e ocidental, as "histórias assustadoras" em Liaozhai não pretendem ser assustadoras, mas sim confundir as fronteiras entre a realidade sobrenatural e a realidade cotidiana, usando detalhes físicos e psicológicos para fazer com que a mudança entre estes reinos pareça natural. Esses contos, que são "obras ricas em romantismo", exploram o conceito filosófico de qing (情), o emaranhado apaixonado e emocional do mundo, seja ele humano ou sobrenatural.

## Significado literário
Liaozhai zhiyi é a coletânea chinesa de "contos sobrenaturais" mais aclamada desde as três principais coleções hua (話) da dinastia Ming, que são a Jiandeng Xinhua (剪燈新話) de Qu You, a Jiandeng Yuhua (剪燈餘話) de Li. Changqi e Mideng Yinhua (覓燈因話) de Shao Jingzhan; estas três tiveram um impacto de longo alcance em todo o Leste Asiático.
Os primeiros comentários sobre Liaozhai consideraram-no um "exemplo superior, mas típico" do gênero zhiguai. Os críticos e escritores subsequentes discordaram dessa visão, concentrando-se na natureza alegórica das histórias; por exemplo, Yu Ji, que era secretário de Zhao Qigao, escreveu em seu prefácio à edição de Liaozhai de Zhao: "... dizer que difere pouco de coleções de fenômenos raros ou contos estranhos é uma visão muito superficial e que contradiz enormemente a intenção do autor." O neto de Pu, Pu Lide (蒲立德), considerou o trabalho como "um ato de autoexpressão séria".
Críticos ainda posteriores, no século XIX, concentraram-se no "estilo literário e técnica narrativa" de Liaozhai. O crítico da dinastia Qing, Dan Minglun (但明倫) escreve no prefácio de seu comentário interlinear de Liaozhai de 1842: "De Liaozhai, também adquiri conhecimentos sobre métodos literários." Por volta do mesmo período, Liaozhai também atraiu a atenção crítica de escritores ocidentais, por exemplo, Samuel Wells Williams mencionou Liaozhai em seus escritos como "uma obra perfeita com linguagem pura e estilo elegante" e seu "belo estilo de escrita" também recebeu elogios de nomes como William Frederick Mayers e Karl Gützlaff.
Desde o século XX, seu status literário tornou-se ainda mais elevado. Guo Moruo disse sobre Liaozhai que "A escrita de fantasmas e demônios é superior a todas as outras; a sátira à corrupção e à tirania penetra até a medula." Yuken Fujita, da Universidade de Keio, escreveu em 1954 que "Entre as muitas obras literárias que descendem da antiga ficção chinesa [ou seja, Bowuzhi, Soushen Ji, Shishuo Xinyu, Lieyi Zhuan, Shi Yi Ji, etc.], [ Liaozhai] já estabeleceu uma reputação como a coleção de contos mais notável." Hiromasa Imai descreve Liaozhai como "o auge da literatura fantasma". A obra também foi listada por Jorge Luis Borges como um de seus livros favoritos.

## Influência
Após o sucesso comercial e crítico de Liaozhai zhiyi, outras coleções bem recebidas de "contos maravilhosos" e de histórias de "fantasia" também apareceram logo, criando uma mania editorial para esse tipo de literatura na China até o século XIX. Algumas coleções importantes notáveis incluem Zibuyu de Yuan Mei (O que o Mestre não Discutiria, 1788), Xie Duo de Shen Qifeng (1791), Yuewei caotang biji de Ji Yun (1789- 1798 e 1800) e Songyin manlu de Wang Tao (1875).

## Traduções

#### Integral
- Strange Tales From A Chinese Studio (Unabridged Version), 12 volumes (tr. Park Jongho). Parque Jongho, 2024. ASIN B0CXKK9GCC .
- Contos Estranhos de Liaozhai, 6 volumes (trad. Sidney L. Sondergard). Jain Pub Co., 2008-2014.
- I racconti fantastici dello studio di Liao, 3 vol. (trad. Ludovico Nicola di Giura). Roma: Castelvecchi, 2017
- I racconti fantastici di Liao (Ludovico Nicola di Giura), Milano: Mondadori, 2 vol., 1955, 1962

#### Trechos e resumos
- Strange Tales from a Chinese Studio (tr. John Minford). London: Penguin, 2006. 562 páginas. ISBN 0-14-044740-7ISBN 0-14-044740-7.
- Strange Tales from the Liaozhai Studio (Zhang Qingnian, Zhang Ciyun and Yang Yi). Beijing: People's China Publishing, 1997. ISBN 7-80065-599-7ISBN 7-80065-599-7.
- Strange Tales from Make-do Studio (Denis C. & Victor H. Mair). Beijing: Foreign Languages Press, 1989. ISBN 7-119-00977-XISBN 7-119-00977-X.
- Strange Tales of Liaozhai (Lu Yunzhong, Chen Tifang, Yang Liyi, and Yang Zhihong). Hong Kong: Commercial Press, 1982.
- Strange Stories from the Lodge of Leisure (George Soulie). Londres: Constable, 1913.
- Strange Stories from a Chinese Studio (tr. Herbert A. Giles). London: T. De La Rue, 1880; 2ª ed, Londres, 1908; 3ª, Londres, Laurie, 1916.  Reimpressa com prefácio por Victoria Cass. Tóquio, Rutland, Vt.: Tuttle, 2010. ISBN 978-0-8048-9408-1ISBN 978-0-8048-9408-1.

#### A tradução de Giles
John Minford e Tong Man descrevem a tradução de Herbert Giles como "puritana", porque ele optou por não traduzir "qualquer coisa relacionada com sexo, procriação, sangue, às vezes até o corpo humano em qualquer um de seus aspectos" e muitas vezes fez "esforços extraordinários para encobrir seus rastros, mostrando considerável habilidade e astúcia." Na tradução de Giles, os espíritos de raposa desejam conversar e tomar chá com as pessoas, em vez de tentar seduzir e ter relações sexuais, e os parceiros românticos, no máximo, trocam beijos. Eles escreveram que "Giles era uma criatura de seu tempo", já que era obrigado a seguir a moralidade da Era Vitoriana, e exortaram os leitores a "não fazer com que a expurgação de Liao-chai por Giles fosse desproporcional". Eles acrescentaram que "a edição amplamente distribuída das histórias pela Commercial Press (HK) faz muitos dos mesmos cortes pudicos de Giles."
Minford e Tong Man escrevem que as pessoas continuaram lendo as traduções de Giles, embora elas "tenham sido, na melhor das hipóteses, toleradas silenciosamente, mais frequentemente ridicularizadas e rejeitadas como expurgações orientalistas..." Lydia Chiang descreve o ensaio de Minford e Tong Man como um "reavaliação pós- saidiana" que compara a tradução de Giles às representações chinesas tradicionais e modernas da história.

### Alemão
Martin Buber fez a primeira tradução alemã da obra, incluída em seu Chinesische Geister- und Liebesgeschichten. Buber contou com a ajuda de uma pessoa chamada Wang Jingdao. Buber afirmou no prefácio de sua tradução que sua tradução continha trechos não traduzidos anteriormente na obra de Giles, porque Giles, de acordo com o "costume inglês", havia "omitido ou parafraseado todas as passagens que lhe pareciam indecorosas". O Chinesische Geister- und Liebesgeschichten foi traduzido para o inglês por Alex Page, publicado em 1991 pela Humanities Press.

### Outras traduções
Vasily Mikhaylovich Alekseyev publicou uma aclamada tradução das histórias de Pu Songling em russo em dois volumes (1922-1923). Foi citada como a tradução mais bem-sucedida do livro para uma língua estrangeira. O livro foi traduzido para o manchu como Sonjofi ubaliyambuha Liyoo jai jy i bithe. Lodovico Nicola di Giura (1868–1947) produziu uma tradução italiana completa da edição de 1766.

## Edições ilustradas
No século XIX, edições de colecionador coloridas e totalmente ilustradas de Liaozhai zhiyi também circularam no cenário literário. Estes Liaozhai ilustrados primorosamente montados são agora colecionados pelas principais bibliotecas e museus de todo o mundo, como a Biblioteca Nacional da China e a Biblioteca do Congresso.
- "A Pele Pintada"
- “Jia er”
- "Dong Sheng"
- "Juiz Lu"
- “Nie Xiaoqian”
- "Sr. Miao"
- "Mao Hu"
- “Jia Fengzhi”
- "Três Encarnações"
- "Xi Seng"